# Юбшер, Катрин
Катрин Юбшер, более известная под своим прозвищем мадам Сан-Жен (фр. Madame Sans-Gêne — Мадам «Бесцеремонность»; 2 февраля 1753, Гольдбах-Альтенбах, Эльзас — 29 декабря 1835, Париж) — жена маршала Франции Франсуа Жозефа Лефевра и герцогиня Данцигская, образ которой был увековечен в литературе Викторьеном Сарду.

## Биография
Катрин, одарённая исключительным характером, прачка и белошвейка, вышла замуж 1 марта 1783 за сержанта Французской гвардии Франсуа Жозефа Лефевра. Когда её муж неожиданно возвысился, став маршалом, то несмотря на бесцеремонное поведение и неизысканный лексикон — попала к императорскому двору и стала придворной дамой.
Очень лояльная к Наполеону, позволяла себе его критиковать, входя в споры с самим Талейраном, мастером словесных поединков. Несмотря на получение большого богатства, она не стала высокомерной: всю жизнь была доброй и покладистой, помогая нуждающимся.
Из четырнадцати её детей двенадцать умерли в младенчестве, и она пережила мужа и двух сыновей. Катрин похоронена рядом с мужем на кладбище Пер-Лашез.

## В культуре

### Театральные пьесы
- Викторьен Сарду «Мадам Сан-Жен[фр.]» (1893)
- Анатолий Кремер, Александр Дмоховский «Катрин» (1984)

### Фильмы
- «Мадам Сан-Жен» (Франция, 1900 год), режиссёр Клементе Морис[англ.]. В роли мадам Сан-Жен — актриса Режан
- «Мадам Сан-Жен[дат.]» (Дания, 1909 год), реж. Вигго Ларсен
- «Мадам Сан-Жен[англ.]» (Франция, 1911 год), реж Андре Кальметт. В роли мадам Сан-Жен актриса Режан
- «Наполеон и маленькая прачка[нем.]» (немой, Германия, 1920), реж. Адольф Гертнер[нем.]. В роли мадам Сан-Жен — актриса Эллен Рихтер[нем.]
- «Мадам Сан-Жен[англ.]» (немой, США, 1925), реж. Леонс Перре[англ.]. В роли мадам Сан-Жен — актриса Глория Свенсон
- «Мадам Сан-Жен[фр.]» (Франция, 1941), реж. Роже Ришбе[фр.]. В роли мадам Сан-Жен — актриса Арлетти
- «Мадам Сан-Жен[исп.]» (Аргентина, 1945), реж. Луис Сесар Амадори[исп.]. В роли мадам Сан-Жен — актриса Нини Маршалл
- «Наполеон: путь к вершине» (Франция, Италия, 1955). В роли мадам Сан-Жен — актриса Паташу
- «Мадам Беспечность» (Франция, Испания, Италия, 1961). В роли мадам Сан-Жен — актриса Софи Лорен
- «Мадам Сан-Жен[фр.]» — телефильм Филиппа де Брока (Франция, 2002)